# Trichologie
La trichologie (du grec tricho, cheveu) définit étymologiquement la branche de la science qui s'occupe de l'étude des cheveux. Ce terme est aussi utilisé pour désigner une spécialité médicale en dermatologie concernant les implants de follicules. 

## Description
Les lotions trichologiques sont des lotions pour les cheveux.
Un institut de trichologie est une clinique pour les implants capillaires ou un salon d'esthétique.
La trichologie désigne également le toilettage des animaux.
On emploie un capilloscope, caméra diffusant sur écran un vue de microscope, pour présenter l'état des racines ou des écailles du cheveu aux personnes en traitement.